# الرباط (جبلة)

تعديل مصدري - تعديل

الرباط هي إحدى قرى عزلة الثوابي بمديرية جبلة التابعة لمحافظة إب، بلغ تعداد سكانها 606 نسمة حسب تعداد اليمن لعام 2004.